# In fuga per la libertà
In fuga per la libertà (An American Rhapsody) è un film drammatico del 2001 diretto da Éva Gárdos. Il film è ispirato alla vita della regista, che nei titoli di coda lo dedica ai propri genitori.

## Trama
La storia inizia nel 1950, nella Repubblica Popolare d'Ungheria, quando Margit e Peter Sandor, in fuga dal regime comunista, attraversano clandestinamente la frontiera con l'Austria portando con loro la figlia Maria di 5 anni e lasciando con la nonna l'altra figlia, Suzanne (Zsuzsi in ungherese), ancora in fasce. All'ultimo momento la nonna, non fidandosi del piano per far ricongiungere la neonata e i genitori a Vienna, cambia idea e, prima di essere arrestata e imprigionata, la affida a degli amici che vivono in campagna. La famiglia Sandor riesce ad avere i visti per gli Stati Uniti, dove si trasferisce stabilendosi a Los Angeles.
Suzanne vive felice per alcuni anni insieme ai suoi genitori adottivi fino a quando, nel 1955, Margit e Peter riescono a farla arrivare in America. Ma la bambina fatica ad ambientarsi nel nuovo Paese e sente la nostalgia di casa sua e delle persone che l'hanno cresciuta con amore e dedizione. Dieci anni dopo, l'inquietudine di Suzanne, ormai adolescente, è grande: litiga spesso con la madre, troppo protettiva nei suoi confronti, finché un giorno chiede ai genitori di poter andare in Ungheria, come il padre le aveva promesso da bambina, la sua prima notte negli Stati Uniti.
Una volta giunta a Budapest Suzanne riabbraccia la coppia che si è presa cura di lei durante la sua infanzia. Ritrova anche la nonna materna, che era uscita di prigione dopo la morte di Stalin, e che le racconta la storia della sua famiglia e di come Margit abbia visto uccidere davanti ai suoi occhi il padre, ovvero suo nonno. Suzanne riscopre le sue radici e capisce i motivi per i quali i suoi genitori hanno deciso di lasciare il loro Paese natio. Al suo ritorno in America sembra essere più in pace con se stessa, con la madre e il resto della famiglia.

## Produzione
L’idea di scrivere e girare un film sulla sua infanzia venne suggerita alla Gardos da alcuni amici, fra i quali Eleanor Coppola, moglie del regista Francis Ford Coppola, e l’attrice Colleen Camp: all’epoca, inizio anni Novanta, la Gardos era una stimata montatrice.
Rispetto alla realtà, alcuni particolari sono stati modificati per ragioni drammaturgiche: innanzitutto il Paese in cui la famiglia Gardos emigrò, che era il Canada; poi l’età di Suzanne, un paio d’anni più giovane di Eva, e l’età dei due genitori adottivi, molto più maturi di quanto appaiono nel film.

## Riconoscimenti
- 2001 - Hollywood Film Festival
  - Miglior film
- 2001 - Young Artist Awards
  - Miglior attrice protagonista in un film (Scarlett Johansson a ex aequo con Emma Watson), miglior cast in un film (Scarlett Johansson, Mae Whitman e Kelly Endresz-Banlaki)